# Carlos Córdoba
Carlos Héctor Córdoba (Moreno, Provincia de Buenos Aires, Argentina; 5 de noviembre de 1958) es un exfutbolista y actual director técnico argentino. Jugaba como lateral por izquierda y su primer equipo fue Boca Juniors. Su último club antes de retirarse fue Milwaukee Wave de los Estados Unidos.
Actualmente es el entrenador de Milwaukee Torrent de la National Premier Soccer League de los Estados Unidos.

## Trayectoria
Surge de las fuerzas básicas del Boca Juniors y de 1972 a 1975 se desempeña en los equipos representativos de distintas categorías en la institución. En 1978 debuta con el primer equipo, donde permanece hasta 1984. Durante este período logró ganar con un campeonato de Primera División, además fue seleccionado nacional argentino entre los años 1979 y 1980.
En 1987 decide emigrar a los Estados Unidos y empieza a jugar en la Professional Indoor Soccer League en clubes como el Toronto Blizzard, San Diego Soccer, L.A. Lazers, Kansas City Comets y el Milwaukee Wave. También jugó fútbol asociación con equipos como Tampa Bay Rowdies y San Diego Sockers.
En 1992 decide empezar a prepararse para ser entrenador de fútbol y consigue su primer trabajo en Milwaukee, entrenando a un equipo de High School. Su primer trabajo profesional como entrenador fue hasta 1995 cuando entrena al Milwaukee Rampage de la USISL, terminando con marca de 17 ganados y 3 perdidos.
Para 1996 se muda a Dallas, Texas convirtiéndose en auxiliar técnico de David Dir en el equipo del Dallas Burn. Después recibe la oportunidad de dirigir al Miami Fusion en 1998 y después pasa al Colorado Storm. En Argentina también tuvo un paso en la dirección de equipos de categorías inferiores de Boca Juniors e Independiente.
En 2001 fue ayudante de campo de Oscar Ruggeri en Chivas y tuvo oportunidad de dirigir al primer equipo en 2 encuentros, durante la Copa de Gigantes de la Concacaf: el equipo perdió ambos juegos bajo su cargo, quedando descalificado de la competición. Además, siguió integrando el cuerpo técnico cuando el Cabezón fue entrenador de Tecos, Independiente y América.

## Clubes

### Como jugador
| Club               | País           | Año       |
| ------------------ | -------------- | --------- |
| Boca Juniors       | Argentina      | 1978-1984 |
| Tampa Bay Rowdies  | Estados Unidos | 1985      |
| Huracán            | Argentina      | 1985-1986 |
| Unión de Santa Fe  | Argentina      | 1986      |
| Kansas City Comets | Estados Unidos | 1987-1988 |
| San Diego Sockers  | Estados Unidos | 1988-1990 |
| Milwaukee Wave     | Estados Unidos | 1991-1992 |

### Como asistente técnico
| Club          | País           | Año       |
| ------------- | -------------- | --------- |
| Dallas Burn   | Estados Unidos | 1996-1997 |
| Chivas        | México         | 2001-2002 |
| Tecos         | México         | 2003      |
| Independiente | Argentina      | 2003      |
| América       | México         | 2004      |

### Como entrenador
| Club              | País           | Año    |
| ----------------- | -------------- | ------ |
| Milwaukee Rampage | Estados Unidos | 1995   |
| Miami Fusion      | Estados Unidos | 1998   |
| Milwaukee Torrent | Estados Unidos | 2019-? |

## Palmarés
| Título           | Club         | País      | Año    |
| ---------------- | ------------ | --------- | ------ |
| Primera División | Boca Juniors | Argentina | M-1981 |